# Adolf Schütte (Pfarrer)
Adolf Heinrich Schütte (* 29. November 1878 in Jever; † 1. Juli 1957 in Delmenhorst) war ein deutscher evangelischer Pfarrer und später Kirchenrat im Oldenburger Land.

## Leben
Schütte war der Sohn des Lehrers Karl Schütte.
Er studierte Theologie in Erlangen, Berlin und Halle. 1903 legte er das Examen ab und trat nach Aushilfstätigkeiten in Oldenburg und Osternburg 1908 seine erste Pfarrstelle in Ratekau, im zum Großherzogtum Oldenburg gehörenden Fürstentum Lübeck, an.
Am 5. Mai 1912 wechselte er nach Altenesch, wo er ohne Wahl zum Pfarrer ernannt worden war. Am 11. November 1917 wurde er anschließend zweiter und am 1. Oktober 1921 erster Pfarrer in Osternburg. Dort blieb er bis zu seinem Ruhestand.
Schütte war Anhänger der Orgelbewegung, die sich im frühen 20. Jahrhundert für die barocken Klangideale und Prinzipien des Orgelbaus und gegen die Konzeption und Herstellung der ab der Gründerzeit gebauten Orgeln („Fabrikorgeln“) aussprach. Als hochbegabt angesehener Orgelspieler wurde er in die Prüfungskommission für Organisten berufen und bewahrte nach der Landessynode 1926 viele Oldenburger Kirchenorgeln vor einer unsachgemäßen „Erneuerung“.
1924 promovierte er an der Philosophischen Fakultät der Universität Münster mit einer Arbeit zur Geschichte des Oldenburger Kirchengesangs. Bei der Erarbeitung des Oldenburger Gesangbuches von 1925 wirkte er aktiv mit.
1945 trat er in den Ruhestand und wurde mit dem Titel Kirchenrat ausgezeichnet.

## Familie
Schütte heiratete 1907 Marie geb. Thorade. Das Paar hatte drei Kinder, von denen die Tochter Hanna den Pastor Paul Schipper (1904–1945) heiratete.